# Nybøl Herred
 Der er for få eller ingen kildehenvisninger i denne artikel, hvilket er et problem. Du kan hjælpe ved at angive troværdige kilder til de påstande, som fremføres i artiklen.

Nybøl Herred hørte i middelalderen til Ellumsyssel. Senere kom det under Sønderborg Amt.

## Herredetssogne
- Broager Sogn – (Broager Kommune)
- Dybbøl Sogn – (Sønderborg Kommune)
- Egernsund Sogn – (Broager Kommune)
- Nybøl Sogn – (Sundeved Kommune)
- Sottrup Sogn – (Sundeved Kommune)
- Ullerup Sogn – (Sundeved Kommune)